# Bellignies
Bellignies település Franciaországban, Nord megyében. Lakosainak száma 810 fő (2022. január 1.). Bellignies Gussignies, Saint-Waast, Bettrechies és Houdain-lez-Bavay községekkel határos.

## Népesség
A település népességének változása:
| Lakosok száma | 866  | 846  | 841  | 827  | 819  | 813  | 809  | 809  | 810  |
|               | 2013 | 2015 | 2016 | 2017 | 2018 | 2019 | 2020 | 2021 | 2022 |